# Menophra absurda
Menophra absurda är en fjärilsart som beskrevs av Louis Beethoven Prout 1917. Menophra absurda ingår i släktet Menophra och familjen mätare. Inga underarter finns listade i Catalogue of Life.